# Final de la Copa Mundial de Rugby de 2011
La Final de la Copa Mundial de Rugby de 2011 fue un partido de rugby que se jugó el 23 de octubre de 2011 en el estadio Eden Park de Auckland. La jugaron Nueva Zelanda (anfitrión) y Francia, con un 8–7 fue el margen más esbelto de la historia, el menor puntaje y una reedición de la final de 1987.
La victoria neozelandesa fue un hito en su país: el primer mundial en la era profesional, se consiguió un año después que las mujeres obtuvieran la copa del Mundo y la nación kiwi fue campeona absoluta del rugby global. El año anterior las Black Ferns habían ganado en Inglaterra 2010.

## Camino a la final
Ambos equipos compartieron grupo y cuatro años antes se habían enfrentado en los cuartos de final: Francia había triunfado y para los All Blacks fue su peor participación. Los kiwis estaban presionados por su localía, a conseguir el título tras el último obtenido en la era amateur y 24 años antes.

### Nueva Zelanda
El local era favorito, ganó su grupo y llegó invicto a la fase final. En cuartos derrotaron a los Pumas y en semifinales a los candidatos Wallabies, quienes contaban con las estrellas Quade Cooper, David Pocock, Pat McCabe, James O'Connor y Nathan Sharpe.

### Francia
Les Bleus perdieron dos juegos del grupo y fueron la primera nación en clasificar con ello; contra Nueva Zelanda y ante Tonga, esto ocasionó una revuelta del plantel contra su entrenador Marc Lièvremont. En Europa el publicó criticó duramente al equipo, pero este consiguió llegar a semifinales tras superar a los Dragones Rojos y finalmente venció a La Rosa para alcanzar la final por segunda vez en la historia.
| Nueva Zelanda | Nueva Zelanda | Ronda          | Francia       | Francia   |
| ------------- | ------------- | -------------- | ------------- | --------- |
| Adversario    | Resultado     | Fase de grupos | Adversario    | Resultado |
| Tonga         | 41–10         | Partido 1      | Japón         | 47–21     |
| Japón         | 83–7          | Partido 2      | Canadá        | 46–19     |
| Francia       | 37–17         | Partido 3      | Nueva Zelanda | 17–37     |
| Canadá        | 79–15         | Partido 4      | Tonga         | 14–19     |
| Adversario    | Resultado     | Fase final     | Adversario    | Resultado |
| Argentina     | 33–10         | Cuartos        | Gales         | 9–8       |
| Australia     | 20–6          | Semifinales    | Inglaterra    | 19–12     |

## Desarrollo

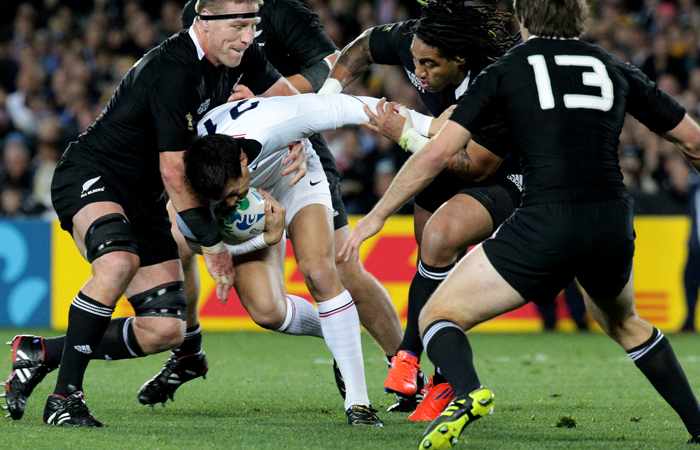
Trinh-Duc es frenado por Thorn y Nonu.

Francia ganó el sorteo para la elección de los colores, pero al final usó su camiseta blanca de visitante, para dejar que el local Nueva Zelanda jugara con su tradicional uniforme negro.

### El Haka y la respuesta francesa
Después de los himnos nacionales, los All Blacks realizaron su intimidante haka: el seleccionado francés decidió avanzar hacia ellos en forma de V, con todos los jugadores tomados de sus manos y alinearse en línea recta; simbolizando la aceptación del desafío a muerte. El público explotó en un fuerte aplauso, recordando la Final de 1995, y el capitán francés Thierry Dusautoir luego declaró que "fue un momento grande de la historia del rugby". Más tarde la World Rugby decidió multar a la federación francesa con £2.500 por cruzar la línea de media cancha (prohibido en el reglamento), una decisión que reprochó el público mundial y la tildó de "insulto".

### Sucesos
Un curioso hito histórico ocurrió cuándo Jean-Marc Doussain, un joven de Les Bleuets llamado de emergencia, ingresó en los minutos finales para Francia y devino en el primer jugador que debutó en una final de copa mundial.
En el minuto X Trinh-Duc intentó un penal a 49 metros del in-goal y lo erró por la presión, hubiera valido el título. Este hecho fue el que más se le recriminó a Lièvremont, por no incluir al apertura estrella Frédéric Michalak en el plantel.

## Detalles del partido
| 23 de octubre de 2011 | Nueva Zelanda                     | 8 - 7 | Francia                                    | Eden Park, Auckland,                                      |                                                           |
|                       | Try Woodcock 15' Penal Donald 46' |       | Try Dusautoir 47' Conversión Trinh-Duc 49' | Asistencia: 61.079 espectadores Árbitro(s): Craig Joubert | Asistencia: 61.079 espectadores Árbitro(s): Craig Joubert |

|  |  |

| FB             | 15 | Israel Dagg             |
| WG             | 14 | Cory Jane               |
| CT             | 13 | Conrad Smith            |
| CT             | 12 | Ma'a Nonu 76'           |
| WG             | 11 | Richard Kahui           |
| AP             | 10 | Aaron Cruden 34'        |
| MS             | 9  | Piri Weepu 50'          |
| N8             | 8  | Kieran Read             |
| AL             | 7  | Richie McCaw            |
| AL             | 6  | Jerome Kaino            |
| SL             | 5  | Sam Whitelock 49'       |
| SL             | 4  | Brad Thorn              |
| PL             | 3  | Owen Franks             |
| HK             | 2  | Keven Mealamu 49'       |
| PL             | 1  | Tony Woodcock           |
| Sustituciones: |    |                         |
| HK             | 16 | Andrew Hore 49'         |
| PL             | 17 | Ben Franks              |
| SL             | 18 | Ali Williams 49'        |
| AL             | 19 | Adam Thomson            |
| MS             | 20 | Andy Ellis 50'          |
| AP             | 21 | Stephen Donald 34'      |
| CT             | 22 | Sonny Bill Williams 76' |
| Entrenador:    |    |                         |
| Graham Henry   |    |                         |

| FB              | 15 | Maxime Médard          |
| WG              | 14 | Vincent Clerc 46'      |
| CT              | 13 | Aurélien Rougerie      |
| CT              | 12 | Maxime Mermoz          |
| WG              | 11 | Alexis Palisson        |
| AP              | 10 | Morgan Parra 23'       |
| MS              | 9  | Dimitri Yachvili 76'   |
| N8              | 8  | Imanol Harinordoquy    |
| AL              | 7  | Julien Bonnaire        |
| AL              | 6  | Thierry Dusautoir      |
| SL              | 5  | Lionel Nallet          |
| SL              | 4  | Pascal Papé 70'        |
| PL              | 3  | Nicolas Mas            |
| HK              | 2  | William Servat 65'     |
| PL              | 1  | Jean-Baptiste Poux 65' |
| Sustituciones:  |    |                        |
| HK              | 16 | Dimitri Szarzewski 65' |
| PL              | 17 | Fabien Barcella 65'    |
| SL              | 18 | Julien Pierre 70'      |
| AL              | 19 | Fulgence Ouedraogo     |
| MS              | 20 | Jean-Marc Doussain 76' |
| AP              | 21 | François Trinh-Duc 23' |
| FB              | 22 | Damien Traille 46'     |
| Entrenador:     |    |                        |
| Marc Lièvremont |    |                        |

## Controversia

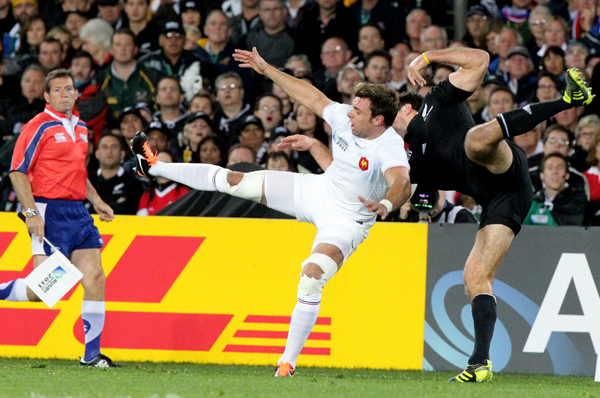
Clerc despeja el balón bajo presión.

Debido a la escasa diferencia que pudo darle el primer mundial a Francia, el arbitraje de Craig Joubert fue fuertemente criticado por muchos observadores internacionales. Greg Growden escribiendo para El Heraldo de la Mañana de Sídney acusó a Joubert de "ignorar varios fuera de juego e indiscreciones que tendrían que haberle costado penales al local". Hugh Farrelly entrevistado para el Irlandés Independiente declaró: "Francia fue significativamente mejor en los 80 minutos", "Joubert no árbitro uniformemente" y "algunas decisiones fueron vergonzosas para un juego de esta importancia". Aun así, el árbitro francés Joël Jutge analizó el juego y decidió que 17 de las 24 decisiones de Joubert fueron correctas, creyendo que hubo cuatro 'incorrectas' favoreciendo a los All Blacks y tres a Les Bleus.
McCaw y su entrenador Henry confesaron que el juego fue tan complejo porque intencionadamente se habían comprometido a no cometer penales, incluso si el juego se hacía muy parejo y que aumentaron el compromiso para el segundo tiempo. Después del juego, McCaw expresó su sorpresa de que Aurélien Rougerie no fue citado por WR a declarar por arañarle los ojos y notó que la final se hizo "sucia" a medida que terminaba pero no hizo ningún comentario sobre el desempeño de Joubert.

## Película
En julio de 2013 se anunció una película para la televisión neozelandesa, llamada "The Kick". El filme se centraría en Stephen Donald y su penal exitoso que le dio a Nueva Zelanda su segundo título mundial. Donald no había sido deseado para integrar el equipo debido a algunos rendimientos internacionales pobres, pero con las lesiones de Carter y Slade, más los golpes de Cruden y Weepu que les impedían patear: tuvo la oportunidad para una "encantadora historia de redención". David de Lautour interpretó a Donald. La película se estrenó el 10 de agosto de 2014 y aumentó aún más la idolatría al jugador.